# UNU-CRIS

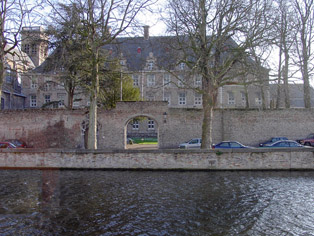
UNU-CRIS premises

L'Istituto dell'Università delle Nazioni Unite sugli studi comparativi dell'integrazione regionale (UNU-CRIS), dall'inglese United Nations University Institute on Comparative Regional Integration Studies, è un istituto di ricerca e formazione dell'Università delle Nazioni Unite (UNU).
Situato a Bruges (Belgio) dal 2001, è specializzato nello studio comparativo dell'integrazione regionale nel mondo e nello studio delle interazioni tra organizzazioni regionali ed istituzioni globali. L'obiettivo è di approfondire nuove forme di governance e cooperazione, e di contribuire alla costruzione di competenze legate all'integrazione regionale, specialmente in paesi in via di sviluppo.

## Struttura
UNU-CRIS sottostà alle regole dell'Università delle Nazioni Unite, adottate dal Consiglio dell'UNU. È guidato da un direttore, responsabile della ricerca e la gestione dell'istituto e dell'implementazione delle linee guida proposte dal comitato consultivo. La ricerca è condotta da accademici residenti a Bruges e da numerosi ricercatori associati basati in altre istituzioni nel mondo. Un accordo tra l'UNU ed il governo fiammingo nel 2001 ha stabilito la cooperazione istituzionale tra UNU-CRIS ed il Collegio d'Europa.

## Missione
La missione di UNU-CRIS è di contribuire al raggiungimento degli obiettivi universali delle Nazioni Unite e dell'UNU attraverso una ricerca ed una formazione comparativa ed interdisciplinare per meglio comprendere i processi e l'impatto dell'integrazione intra- ed inter-regionale. 
Il lavoro di UNU-CRIS si concentra in particolare su:
- la struttura della governance multi-livello
- l'analisi dell'implementazione e dell'impatto dell'integrazione regionale
- l'approfondimento della comprensione critica dell'integrazione regionale in quanto processo di trasformazione sociale e delle relazioni tra micro- e macro-regionalismo
- il rafforzamento delle competenze di governance a livello locale, nazionale, regionale e globale
- la valutazione del ruolo reale e potenziale delle regioni nel sistema delle Nazioni Unite

## Ricerca
La ricerca di UNU-CRIS è suddivisa in quattro aree:

### Comparazione dell'integrazione regionale
- Valutazione critica dei tipi di governance attualmente esistenti negli accordi di integrazione regionale nel mondo e loro analisi comparativa
- Analisi delle forze trainanti e dei fattori che determinano la creazione di accordi regionali, identificando le nuove tendenze che creano l'emergere di sistemi di governance multi-livello
- Sviluppo di una comprensione interdisciplinare e spiegazione di modelli di governance regionali, per approfondire la consapevolezza delle relazioni politiche, economiche e sociali proprie della cooperazione regionale
- Studio di questioni normative legate a governance, sovranità, democratizzazione e processi decisionali nel quadro dell'integrazione regionale
- Sostegno ad attività di formazione di competenze tra diversi attori nella gestione dell'integrazione e cooperazione regionali

### Valutazione dell'integrazione regionale
- Descrizione della varietà e dell'evoluzione di accordi di integrazione regionale che esistono nel mondo, applicando diversi orizzonti temporali
- Discussione del ruolo e dell'importanza del livello (macro-) regionale nella governance mondiale con una forte base empirica
- Sviluppo di strumenti di valutazione retrospettivi e di previsioni per processi di integrazione regionale
- Applicazione di strumenti di valutazione a specifici processi di integrazione regionale a supporto delle attività delle organizzazioni regionali nel mondo
- Organizzazione di esercizi di previsione per identificare scenari di integrazione regionale e per contribuire alla loro sostenibilità coinvolgendo diversi attori nel proiettare il futuro della propria regione
- Sostegno di decisori politici e di accademici attraverso database di informazioni qualitative e quantitative sui processi di integrazione regionale attraverso il Sistema di Conoscenza dell'Integrazione Regionale (RIKS)

### Pace e sicurezza regionali
- Esame di come l'integrazione regionale possa contriburre al raggiungimento della sicurezza umana
- Coinvolgimento di tutti gli attori principali (attraverso metodi di partecipazione) nell'esplorazione di come essi possano contribuire a forme di cooperazione e integrazione che facilitino la pace e la sicurezza umana
- Costruzione di un database di ricerca e moduli educativi che possono contribuire a sviluppare le competenze del personale soprattutto di organizzazioni regionali per facilitare la sicurezza umana

### Dimensione socio-economica dell'integrazione regionale
- Analisi di come il nuovo paradigma dello sviluppo, incorporato negli Obiettivi di Sviluppo del Millennio, possa essere rafforzato dall'integrazione regionale
- Studio delle condizioni secondo le quali il nuovo regionalismo multi-dimensionale possa agire come un forte catalizzatore di sviluppo